# Otto van Arkel
Otto van Arkel (Frans; Othon V d'Arkel), (ca.1330 - 26 maart of 1 april 1396) was vanaf 6 mei 1360  heer van Arkel, Hagestein, Haastrecht, raad van Holland, pretendent van Kleef en door huwelijk heer van Pierrepont.

## Levensloop
Hij was een zoon van Jan IV van Arkel en Irmengarde van Kleef. Otto was oorspronkelijk tweede in lijn van opvolging, totdat zijn oudere broer Jan omkwam bij een paardentoernooi in Dordrecht 1352. Tijdens Otto's bewind werden de landgoederen opnieuw uitgebreid. Zo werd de heerlijkheid Haastrecht opnieuw verkregen en werd Liesveld toegevoegd in 1379. Otto trad ook toe tot de adviseurs van Albrecht van Holland in 1381. Tevens maakte Otto aanspraak op het graafschap Kleef nadat Jan van Kleef, een oom van Otto's moeder Irmengarde, overleed. Dit graafschap werd echter aan Adolf II van der Mark geschonken. Hierna zou er een grote vijandschap ontstaan tussen de Van Arkels en Van Kleefs.
In 1382 verleende Otto stadsrechten aan onder meer Gorinchem, Hagestein en Leerdam. Otto richtte zich de jaren daarna erop om van het kasteel Hagestein en het dorp Gasperen een bolwerk te maken en tot stad te verheffen. Dit omdat hij voortdurend in conflict lag met de heren van Vianen, die hun gebied steeds meer naar het zuidwesten uitgebreid (Noordeloos, Meerkerk) hadden, waardoor verderop gelegen landerijen van Arkel geïsoleerd kwamen te liggen. Daarbij kwam nog dat de heren van Vianen voor de Hoekse-partij waren. Het ontaarde in de periode 1387-1390 tot een "Kleine Oorlog", waarbij Meerkerk, Laag en Hoog-Bolgarij (Zijdervelt) en Ameide door Van Arkel de "Vianens" werden veroverd.
Otto van Arkel huwde in 1360 te Deventer met Elisabeth de Bar-Pierrepont (†1410), vrouwe van Pierrepont en erfdochter van Theobald van Bar-Pierrepont. Zij kregen samen een zoon en latere opvolger:
- Jan V van Arkel (1362-1428)

## Andere Otto's van Arkel
- Otto van Arkel (ca. 1225-ca. 1283)
- Otto I van Arkel (1254-1283) heer van Heukelom en Asperen
- Otto II van Arkel (1270-1345) heer van Asperen, Heukelom, Vuren, Lingenstein, Acqoy, Ten Goye en Hagestein, zoon van Otto I van Arkel (1254-1283) heer van Heukelom en Asperen
- Otto III van Arkel-Asperen (ca. 1295-1345), zoon van Otto II van Arkel (1270-1345), heer van Asperen, Heukelom, Vuren, Lingenstein, Acqoy, Ten Goye en Hagestein
- Otto van Arkel Heukelom (ca. 1315-1384)
- Otto van Arkel (1320-) heer van Acqoy, zoon van Herbaren van Arkel van Heukelom (1280-1340) heer van Acqoy
- Otto van Arkel (1320-1375) heer van Leijenburg, zoon van Arnold van Arkel (1283-1343) heer van Leijenburg
- Otto III van Arkel (1360-1408) heer van Heukelom, zoon van Johan II van Arkel (1320-1373) heer van Arkel en Heukelom
- Otto van Arkel (Noordeloos, 1366-), zoon van Jan van Arkel (1340-) en Agnes van Bentheim (1344-)
- Otto van Arkel (ca. 1390-ca.1435/6) heer van Schonauwen, zoon van Jan van Arkel Leyenburg (1370-1422) heer van Leyenburg en Schonauwen en Aleijd Wouters van Ingen (1370-1418)
- Otto van Arkel, (ca. 1400- Utrecht, 1475), bastaardzoon van Jan V van Arkel (15e eeuw)
- Otto van Arkel van Heukelom heer van Weerdenborch en heer van Heukelom (27 februari 1442 - 12 juni 1503), zoon van Johan van Arkel en Berta van Culemborg, op haar beurt een dochter van Jan III van Culemborg. Otto's dochter Bertha van Arkel (1480-1558) trouwde met Rutger V van Boetzelaer.
- Otto V van Arkel (1540-1567) heer van Amersoyen, Heukelom en Leijenburgh
- Otto van Arkel (-1602) trouwde in 1581 met Ida van Bronckhorst-van Bleiswijk-van Werkendam (1569-), de dochter van Laurens van Bronckhorst.
- Otto van Arkel (1585-1651) heer van Ammerzoden, Lockhorst en Well, zoon van Gerard van Arkel (1550-1590) heer van Ammerzoden en Anna van Lokhorst (1560-1592) vrouwe van Lockhorst, Ruitenbeek en Heemstede.
- Otto VI van Arkel (1586-1640/41)

- Biografisch Portaal: 06976838
- Gemeinsame Normdatei: 138541248
- Virtual International Authority File: 90823085